# Contea di Tulsa
La contea di Tulsa (in inglese Tulsa County) è una contea dello Stato dell'Oklahoma, negli Stati Uniti. La popolazione al censimento del 2000 era di 563 299 abitanti. Il capoluogo di contea è Tulsa.